# Манастир Прасквица
Манастир Прасквица је мушки манастир Српске православне цркве. Посвећен је Светом Николи. Представљао је духовни и политички центар Паштровића. Име је добио по оближњем потоку Прасквици, који је имао укус праскве - брескве.
Старешина манастира је архимандрит Димитрије (Лакић), са братством на челу од 7. јуна 1971. године.

## Средњи вијек
Године 1307. манастир се појављује у писаним изворима (када је краљ Милутин свраћао на свом путу за Котор). Краљ Милутин је манастиру том приликом потврдио посједе које му је већ поклонила краљица Јелена Анжујска. Са својом властелом Паштровићима, господар Зете Балша III Балшић је овдје саградио цркву Светог Николе Чудотворца, 1413. године поклањајући јој дио својих посједа.

## Французи пљачкају манастир и руше цркву
Од друге половине XVIII вијека, руска царица Катарина II, стално је новчано помагала овај манастир (даљу помоћ потврђују руски цареви Павле и Александар Први). Паштровићи су пружили отпор Наполеоновим војницима (у вријеме њихове окупације Приморја) због укидања привилегија које су имали под Млетачком републиком, па им је од стране Француза манастир опљачкан 1812. године (и уништен дио архиве) и порушена црква светог Николе. Французи су у Будви стријељали ("мушкетирали") калуђере Дионисија Љубишу и Петронија Миковића.

## Обнављање
Архимандрит Синесије Давидовић и јеромонах Јосиф Митровић су, захваљујући прилозима народа овога краја, 1847. године, обновили цркву светог Николе. У манастиру је похрањена богата архива и библиотека. Највредније је рукописно јеванђеље Гаврила Цетињца (дар владике Данила Петровића) збирка Паштровских исправа и преписка управа манастира са црногорским владикама. У манастиру је крајем 19. века живела побожна и учена калуђерица, коју помиње приповедач Вук Врчевић.
Настојатељица манастира 1930-тих била је мајка Параскева, у време ратова четник Лепосава Дедић-Кучанка. Манастир је помогао краљ, ту су долазили краљица Марија са децом.

## Занимљивости
У овом манастиру венчали су се 12. јула 2014. српски тенисер Новак Ђоковић и Јелена (рођена Ристић), после девет година забављања. Игуман манастира је некада био архимандрит Сава Љубиша, дјед каснијег митрополита цетињског Висариона Љубише. У манастиру почивају посмртни остаци академика проф. Радослава Анђуса, утемељивача модерне српске физиологије.

## Галерија
- Олтар
- Манастир
- Манастир